# Годфри Читалу
Годфри Читалу е бивш замбийски футболист и футболен треньор. Той е играчът, отбелязал най-много голове в една календарна година – 107. Пет пъти е избиран за футболист на годината в страната си.

## Кариера
Започва кариерата си в Китве Юнайтед, за които вкарва 81 гола през 1968. Същата година става част от националния отбор на Замбия. През 1970 подписва с Кабве Уориърс, но поради проблем с трансферната сума му е забранено да играе 6 месеца. Читалу става голмайстор на отбора, а със Замбия участва в Купата на африканските нации през 1974 и 1978. През 1980 е част от олимпийския отбор на олимпиадата в Москва и вкарва на домакините от СССР, но Замбия губи с 3:1. Завършва кариерата си през 1982 поради контузия.
От 1984 до 1991 е треньор на Уориърс. През 1993 поема националният отбор на Замбия, но на 27 април същата година целият отбор загива в самолетна катастрофа.
През 2006 попада в класацията „200-та най-добри африкански футболисти“.